# Imperialism
Imperialism es un videojuego de estrategia por turnos para Microsoft Windows y Apple Macintosh, desarrollado por Frog City Software y publicado por Strategic Simulations. Fue lanzado en España el 9 de mayo de 1997. En Imperialism, el jugador es el gobernante de un país del siglo XIX, y debe construir un imperio. El videojuego tuvo una secuela, denominada Imperialism II: The Age of Exploration. El videojuego fue creado para ordenadores con arquitectura de 16 bits, por tanto es soportado por ordenadores de 32 bits, pero no por los de 64 bits.

## Sistema de juego
Imperialism es un videojuego de construcción de imperios. Para las partidas, existen dos tipos de escenarios: en mundos ficticios, generados aleatoriamente mediante un script, o en un escenario histórico. En el primer caso, el jugador puede seleccionar una de las siete «grandes potencias» (great powers) para jugar. La partida comienza en el año 1815, y el objetivo es ser votado gobernador del mundo por al menos dos terceras partes de las naciones asistentes al «Concilio de Gobernadores» (Council of Governors), en el que los jefes de cada provincia votan una vez cada década. Los líderes de las naciones menores (minor nations) tenderán a votar por las grandes potencias que han favorecido a sus países en el comercio y la diplomacia; los gobernadores de las grandes potencias votarán por razones militares. Si no se consiguen los dos tercios de mayoría en el Concilio, la partida continuará, hasta la llegada del año 1915.
Consta de cuatro ventanas principales, aparte de la interfaz principal global: transporte, industria, comercio y diplomacia. En la interfaz de transporte se dan las órdenes oportunas para el traslado de bienes a lo largo del mapa, asignando espacio en los vagones disponibles. En la interfaz de industria se llevan a cabo todas las actividades fundamentales del juego: está el capitolio, mediante el cual se recluta mano de obra a cambio de dinero; también están las diferentes fábricas de bienes como sillas, camisas, acero, madera, tela, etcétera; la escuela de comercio, para entrenar la mano de obra con el objetivo de hacerla más eficiente; la universidad, para especializar dicha mano de obra, convirtiéndola en leñadores o ingenieros; la armería, donde se entrenan los militares; el muelle, para gestionar la flota naval; el almacén; y la estación de clasificación, que permite aumentar la capacidad de transporte interno. La interfaz de comercio se utiliza para la gestión del intercambio de recursos. Por último, en la interfaz de diplomacia se toman las decisiones referentes a la política exterior, como por ejemplo declarar la guerra a otra civilización, firmar pactos, abrir embajadas, otorgar subsidios, etcétera.
Imperialism cuenta con un modo multijugador, que permite jugar con hasta siete jugadores en red. Las partidas pueden realizarse mediante una red de área local o en línea. También cuenta con un tutorial para los jugadores novatos, y cinco niveles distintos de dificultad.